# Machico
Machico é uma cidade portuguesa na ilha da Madeira, Região Autónoma da Madeira, onde desembarcaram Tristão Vaz Teixeira e João Gonçalves Zarco em 1419 quando descobriram a ilha da Madeira.
É sede do Município de Machico (e também da freguesia homónima a que pertence), município que tem 68,31 km² de área e 19 617 habitantes (2021), subdividido em 5 freguesias.
O município é limitado a sudoeste pelo município de Santa Cruz, a oeste pelo Funchal através de uma pequena faixa a norte de Santa Cruz, a noroeste por Santana e é banhado pelo oceano Atlântico a norte, sul e leste, nele existindo levadas e paisagens magníficas.
É constituído pelas 5 freguesias de Machico (freguesia), Caniçal, Porto da Cruz, Santo António da Serra (Machico)  e Água de Pena, cada uma com o seu encanto.

## Toponímia
O topónimo deriva segundo vários autores da semelhança com a região de Monchique (serra do Algarve), ou do nome de um marinheiro que acompanhou a expedição de Zarco, na demanda à ilha da Madeira, outros julgam  ser a Roberto Machim (Lenda de Machim), que terá sido o primeiro descobridor da Madeira, quando, em 1377, ao dirigir-se para o sul de França, viu a sua embarcação ser arrastada pelos ventos para a Madeira. Esta última teoria foi muito defendida no século XVII e no século XIX, para defender interesses ingleses na ilha da Madeira.

## História
Foi neste concelho que desembarcaram pela primeira vez os descobridores da Madeira, João Gonçalves Zarco e Tristão Vaz Teixeira, entre 1418 e 1420.
O concelho recebeu foral em 1451 e foi-lhe outorgado em 1515 por D. Manuel I.
A nível de acontecimentos históricos que marcaram o concelho, destaca-se a instituição da vila como sede da primeira Capitania, na Madeira, em maio de 1440. Estas terras foram residência do oficial capitão-donatário Tristão Vaz Teixeira.
Em 1803, houve um enorme desabamento de terras que soterrou diversas casas, destruindo as muralhas da ribeira, a ponte e a Capela dos Milagres. Foi também local do confronto que pôs termo à "Revolta da Madeira", em abril de 1931.
A nível do património arquitetónico, destacam-se o Forte do Amparo, que apresenta uma planta triangular para permitir a defesa dos dois lados da baía de Machico; a Casa da Capela / Solar da Ermida, com elementos dos séculos XVII e XVIII; a Igreja Matriz de Machico, construída em 1425, e a Capela de Cristo, construída em meados do século XV, reconstruída no século XVI e, de novo, em 1883. Foi danificada pelo aluvião de 3 de novembro de 1956, tendo sido restaurada em 1957.
A sede concelhia foi elevada à categoria de cidade a 2 de Agosto de 1996.
Atualmente, em 2018,  o presidente da Câmara Municipal de Machico é Ricardo Miguel Nunes Franco.

### Capitães donatários de Machico
- Tristão Vaz, 1.º Capitão donatário de Machico c. 1395;
- Tristão Vaz Teixeira, "Tristão das Damas", 2.º Capitão donatário de Machico;
- Tristão Teixeira, 3.º Capitão donatário de Machico;
- Diogo Teixeira, 4.º capitão donatário de Machico;
- D. Afonso de Portugal, 5.º capitão donatário de Machico e 2.º conde de Vimioso c. 1519;
- D. Francisco de Portugal, 6.º capitão donatário de Machico e 3.º conde de Vimioso c. 1550;
- Tristão Vaz da Veiga, 7.º capitão donatário de Machico, c. 1537;
- D. Luís de Portugal, 8.º capitão donatário de Machico e 4.º conde de Vimioso * 1555;
- D. Afonso de Portugal; (1591 -?), 9.º capitão donatário de Machico e e 5.º conde de Vimioso;
- D. Luís de Portugal (1620 -?), 10.º capitão donatário de Machico e 6.º conde de Vimioso;
- D. Miguel de Portugal (1631 -?), 11.º capitão donatário de Machico e 7.º conde de Vimioso;
- D. Francisco de Paula de Portugal e Castro (1679 -?), 12.º capitão donatário de Machico e 2.º marquês de Valença;
- D. José Miguel João de Portugal e Castro (1706 -?), 13.º capitão donatário de Machico e 3º marquês de Valença.[4][5]

## Clima e relevo
Verificam-se diferenças entre o litoral e o interior do concelho: no litoral o clima é mais quente e seco, sendo os terrenos áridos e bravios; à medida que se caminha para o interior o clima torna-se mais fresco e húmido e prolifera a vegetação.
Apesar de ser, essencialmente, uma área de costa, banhado a norte, este e sul pelo oceano Atlântico, a sua morfologia é marcada por vários montes e serras, entre outras a do Castanho (589 m), a do Pedreiro (792 m), Pico da Coroa (738 m) e Penha de Águia (590 m).
As vertentes costeiras são abruptas, mas devido aos efeitos de erosão possui praias de areia negra. No Caniçal e no Porto da Cruz existem praias de areia  vulcânica natural.
| Valores climáticos para Machico, Madeira, Portugal            | Valores climáticos para Machico, Madeira, Portugal | Valores climáticos para Machico, Madeira, Portugal | Valores climáticos para Machico, Madeira, Portugal | Valores climáticos para Machico, Madeira, Portugal | Valores climáticos para Machico, Madeira, Portugal | Valores climáticos para Machico, Madeira, Portugal | Valores climáticos para Machico, Madeira, Portugal | Valores climáticos para Machico, Madeira, Portugal | Valores climáticos para Machico, Madeira, Portugal | Valores climáticos para Machico, Madeira, Portugal | Valores climáticos para Machico, Madeira, Portugal | Valores climáticos para Machico, Madeira, Portugal | Valores climáticos para Machico, Madeira, Portugal |
| Mês                                                           | Jan                                                | Fev                                                | Mar                                                | Abr                                                | Mai                                                | Jun                                                | Jul                                                | Ago                                                | Set                                                | Out                                                | Nov                                                | Dez                                                | Ano                                                |
| ------------------------------------------------------------- | -------------------------------------------------- | -------------------------------------------------- | -------------------------------------------------- | -------------------------------------------------- | -------------------------------------------------- | -------------------------------------------------- | -------------------------------------------------- | -------------------------------------------------- | -------------------------------------------------- | -------------------------------------------------- | -------------------------------------------------- | -------------------------------------------------- | -------------------------------------------------- |
| Média da temperatura máxima °C (°F)                           | 19.7 (67)                                          | 19.2 (67)                                          | 20.4 (69)                                          | 21.6 (71)                                          | 22.6 (73)                                          | 23.4 (74)                                          | 24.5 (76)                                          | 24.7 (76)                                          | 24.4 (76)                                          | 23.3 (74)                                          | 22.6 (73)                                          | 20.7 (69)                                          | 22,2 (72)                                          |
| Temperatura média diária °C (°F)                              | 16.7 (62)                                          | 16.6 (62)                                          | 17.2 (63)                                          | 17.5 (64)                                          | 18.6 (65)                                          | 20.6 (69)                                          | 22.2 (72)                                          | 23.2 (74)                                          | 23.2 (74)                                          | 21.8 (71)                                          | 19.6 (67)                                          | 17.9 (64)                                          | 19,6 (67)                                          |
| Média da temperatura mínima °C (°F)                           | 13.7 (57)                                          | 13.4 (56)                                          | 13.9 (57)                                          | 14.4 (58)                                          | 15.6 (60)                                          | 17.7 (64)                                          | 19.2 (67)                                          | 19.4 (67)                                          | 19.2 (67)                                          | 18.6 (65)                                          | 16.6 (62)                                          | 15.2 (59)                                          | 16,4 (62)                                          |
| Menor valor da temperatura mínima do ar °C (°F)               | 9.2 (49)                                           | 7.4 (45)                                           | 8.1 (47)                                           | 9.8 (50)                                           | 9.7 (49)                                           | 13.2 (56)                                          | 14.6 (58)                                          | 16.4 (62)                                          | 16.6 (62)                                          | 13.4 (56)                                          | 10.8 (51)                                          | 9.4 (49)                                           | 7,4 (45)                                           |
| Precipitação mm (polegadas)                                   | 74.1 (2.92)                                        | 83.0 (3.27)                                        | 60.2 (2.37)                                        | 44.0 (1.73)                                        | 28.9 (1.14)                                        | 7.2 (0.28)                                         | 1.6 (0.06)                                         | 2.0 (0.08)                                         | 32.9 (1.3)                                         | 89.5 (3.52)                                        | 88.8 (3.5)                                         | 115.0 (4.53)                                       | 627,2 (24,69)                                      |
| Fonte: Instituto de Meteorologia (IM) 27 de fevereiro de 2012 |                                                    |                                                    |                                                    |                                                    |                                                    |                                                    |                                                    |                                                    |                                                    |                                                    |                                                    |                                                    |                                                    |

## População
| Número de habitantes *                   | Número de habitantes * | Número de habitantes * | Número de habitantes * | Número de habitantes * | Número de habitantes * | Número de habitantes * | Número de habitantes * | Número de habitantes * | Número de habitantes * | Número de habitantes * | Número de habitantes * | Número de habitantes * | Número de habitantes * | Número de habitantes * |        |
| ---------------------------------------- | ---------------------- | ---------------------- | ---------------------- | ---------------------- | ---------------------- | ---------------------- | ---------------------- | ---------------------- | ---------------------- | ---------------------- | ---------------------- | ---------------------- | ---------------------- | ---------------------- | ------ |
| 1864                                     | 1878                   | 1890                   | 1900                   | 1911                   | 1920                   | 1930                   | 1940                   | 1950                   | 1960                   | 1970                   | 1981                   | 1991                   | 2001                   | 2011                   | 2021   |
| 7 791                                    | 10 214                 | 10 287                 | 11 820                 | 13 983                 | 17 343                 | 17 936                 | 19 673                 | 22 218                 | 21 606                 | 21 010                 | 22 126                 | 22 016                 | 21 747                 | 21 828                 | 19 593 |
| Número de habitantes por Grupo Etário ** |                        |                        |                        |                        |                        |                        |                        |                        |                        |                        |                        |                        |                        |                        |        |
|                                          |                        |                        | 1900                   | 1911                   | 1920                   | 1930                   | 1940                   | 1950                   | 1960                   | 1970                   | 1981                   | 1991                   | 2001                   | 2011                   | 2021   |
| 0-14 Anos                                | 0-14 Anos              | 0-14 Anos              | 4 806                  | 6 012                  | 6 810                  | 6 696                  | 8 274                  | 8 485                  | 8 273                  | 8 320                  | S/ dados               | 5 551                  | 4 285                  | 3 458                  | 2 216  |
| 15-24 Anos                               | 15-24 Anos             | 15-24 Anos             | 2 001                  | 2 574                  | 3 914                  | 3 240                  | 3 626                  | 4 567                  | 4 018                  | 3 780                  | S/ dados               | 4 783                  | 3 683                  | 2 750                  | 2 292  |
| 25-64 Anos                               | 25-64 Anos             | 25-64 Anos             | 4 457                  | 4 741                  | 5 923                  | 6 687                  | 6 760                  | 7 850                  | 8 092                  | 7 280                  | S/ dados               | 9 571                  | 11 276                 | 12 538                 | 11 064 |
| = ou > 65 Anos                           | = ou > 65 Anos         | = ou > 65 Anos         | 549                    | 590                    | 619                    | 788                    | 1 067                  | 1 069                  | 1 223                  | 1 630                  | S/ dados               | 2 111                  | 2 503                  | 3 082                  | 4 021  |

- Número de habitantes "residentes", ou seja, que tinham a residência oficial neste concelho à data em que os censos  se realizaram
  - De 1900 a 1950 os dados referem-se à população "de facto", ou seja, que estava presente no concelho à data em que os censos se realizaram. Daí que se registem algumas diferenças relativamente à designada população residente)

### Freguesias e distribuição da população

Freguesias do município de Machico

Segundo os censos de 2001, a população do concelho totaliza 21 747, distribuídas pelas cinco freguesias da seguinte maneira:
1. Água de Pena: 1 759 hab.
2. Caniçal: 3 893 hab.
3. Machico: 11 947 hab.
4. Porto da Cruz: 2 793 hab.
5. Santo António da Serra: 1 355 hab.

## Economia
No concelho predominam as atividades do setor terciário, ligadas às áreas do turismo, comércio, restauração e serviços de hotelaria. Com importância inferior surgem os setores secundário e primário, este último nas áreas da agro-pecuária e da pesca.
Na agricultura predomina o cultivo de cereais para grão de leguminosas também para grão, da batata, das culturas hortícolas intensivas, dos frutos subtropicais e da vinha. A agro-pecuária é um setor importante, nomeadamente na criação de aves, coelhos e caprinos. Grande parte (79 ha) do seu território é coberto de floresta.

## Património edificado
- Aqueduto de Machico
- Capela dos Milagres ou Capela de Cristo ou Capela da Misericórdia
- Forte de São João Baptista da Madeira ou Forte do Ancoradouro
- Igreja Matriz do Machico
- Forte de Nossa Senhora do Amparo
- Capela de São Roque
- Solar do Ribeirinho

## Política

### Eleições autárquicas

#### Câmara Municipal
|         | %    | M    | %    | M    | %    | M    | %    | M    | %    | M    | %    | M    | %    | M    | %    | M    | %    | M    | %    | M    | %    | M    | %    | M    | %    | M    |
| Partido | 1976 | 1976 | 1979 | 1979 | 1982 | 1982 | 1985 | 1985 | 1989 | 1989 | 1993 | 1993 | 1997 | 1997 | 2001 | 2001 | 2005 | 2005 | 2009 | 2009 | 2013 | 2013 | 2017 | 2017 | 2021 | 2021 |
| ------- | ---- | ---- | ---- | ---- | ---- | ---- | ---- | ---- | ---- | ---- | ---- | ---- | ---- | ---- | ---- | ---- | ---- | ---- | ---- | ---- | ---- | ---- | ---- | ---- | ---- | ---- |
| PPD/PSD | 50,4 | 4    | 53,9 | 4    | 54,2 | 4    | 49,7 | 4    | 43,4 | 3    | 42,3 | 3    | 46,7 | 3    | 52,6 | 4    | 56,9 | 4    | 50,1 | 4    | 33,4 | 3    | 27,7 | 2    | 35.9 | 3    |
| GDUP    | 37,3 | 3    |      |      |      |      |      |      |      |      |      |      |      |      |      |      |      |      |      |      |      |      |      |      |      |      |
| PS      | 4,2  |      | 1,5  |      | 4,1  |      | 1,4  |      | 3,3  |      | 47,4 | 4    | 49,0 | 4    | 43,3 | 3    | 37,7 | 3    | 39,5 | 3    | 47,9 | 4    | 58,6 | 5    | 51,5 | 4    |
| UDP     |      |      | 35,4 | 3    | 34,2 | 3    | 43,7 | 3    | 49,7 | 4    | 1,3  |      | 0,7  |      | 0,8  |      |      |      |      |      |      |      |      |      |      |      |

#### Assembleia Municipal
|         | %    | M    | %    | M    | %    | M    | %    | M    | %    | M    | %    | M    | %    | M    | %    | M    | %    | M    | %    | M    | %    | M    | %    | M    | %    | M    |
| Partido | 1976 | 1976 | 1979 | 1979 | 1982 | 1982 | 1985 | 1985 | 1989 | 1989 | 1993 | 1993 | 1997 | 1997 | 2001 | 2001 | 2005 | 2005 | 2009 | 2009 | 2013 | 2013 | 2017 | 2017 | 2021 | 2021 |
| ------- | ---- | ---- | ---- | ---- | ---- | ---- | ---- | ---- | ---- | ---- | ---- | ---- | ---- | ---- | ---- | ---- | ---- | ---- | ---- | ---- | ---- | ---- | ---- | ---- | ---- | ---- |
| PPD/PSD | 48,8 | 6    | 54,1 | 21   | 54,5 | 21   | 50,1 | 11   | 44,6 | 10   | 43,4 | 10   | 47,1 | 10   | 52,5 | 12   | 53,7 | 12   | 48,0 | 11   | 30,7 | 8    | 28,0 | 7    | 36,0 | 8    |
| GDUP    | 38,7 | 4    |      |      |      |      |      |      |      |      |      |      |      |      |      |      |      |      |      |      |      |      |      |      |      |      |
| CDS-PP  | 3,9  |      | 4,4  | 1    | 2,6  |      | 1,7  |      |      |      | 6,2  | 1    | 1,1  |      | 1,0  |      | 1,2  |      | 3,9  |      | 7,6  | 1    | 2,6  |      |      |      |
| PS      | 4,6  |      | 2,1  |      | 5,5  | 2    | 1,9  |      |      |      | 45,9 | 10   | 48,4 | 11   | 42,7 | 9    | 40,4 | 9    | 40,1 | 10   | 47,9 | 12   | 54,8 | 13   | 49,7 | 12   |
| UDP     |      |      | 35,6 | 13   | 32,2 | 12   | 43,0 | 10   | 49,7 | 11   | 1,5  |      | 0,8  |      | 1,0  |      |      |      |      |      |      |      |      |      |      |      |
| JPP     |      |      |      |      |      |      |      |      |      |      |      |      |      |      |      |      |      |      |      |      |      |      | 6,0  | 1    | 5,1  | 1    |

## Galeria

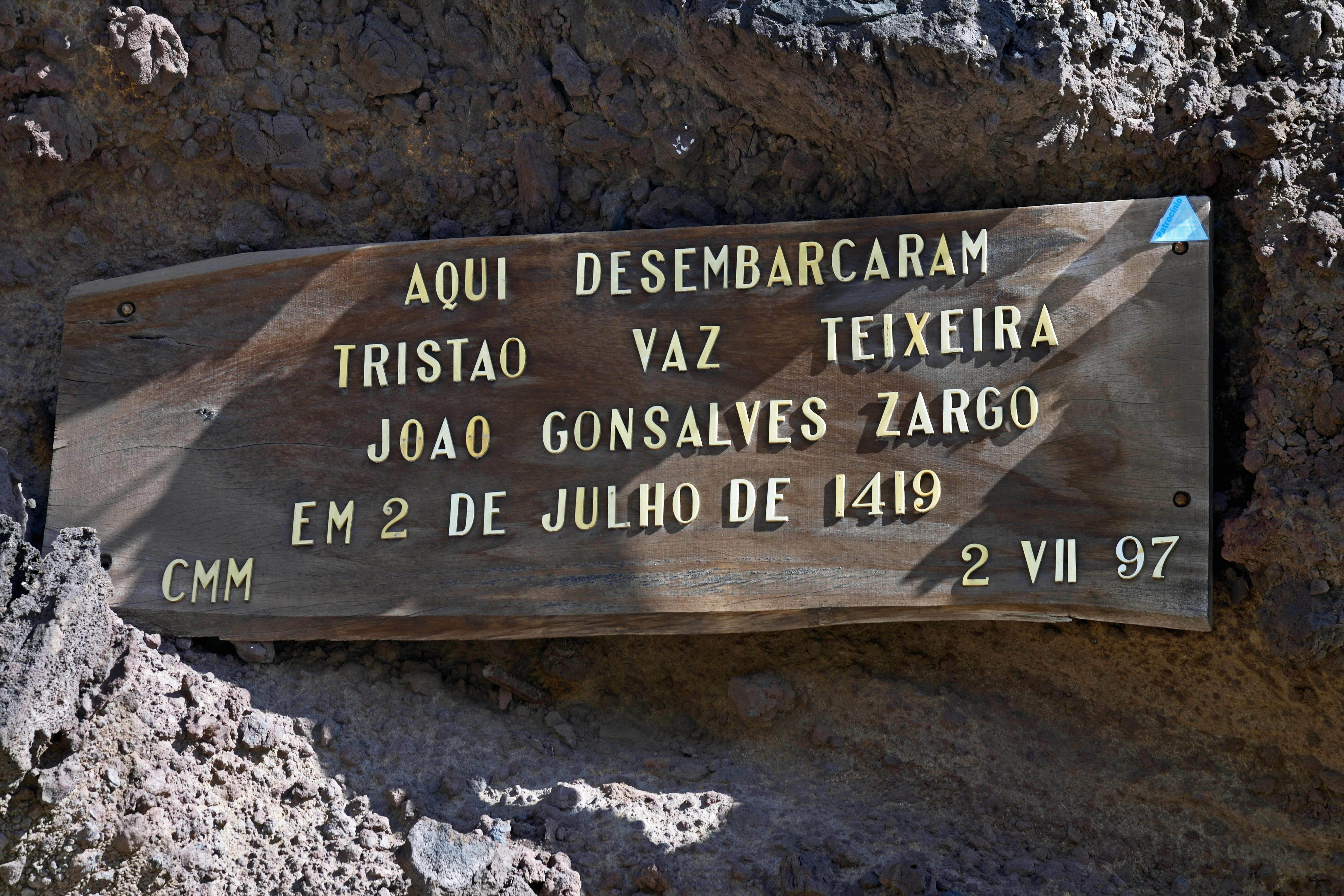
Local do primeiro desembarque dos portugueses na Madeira
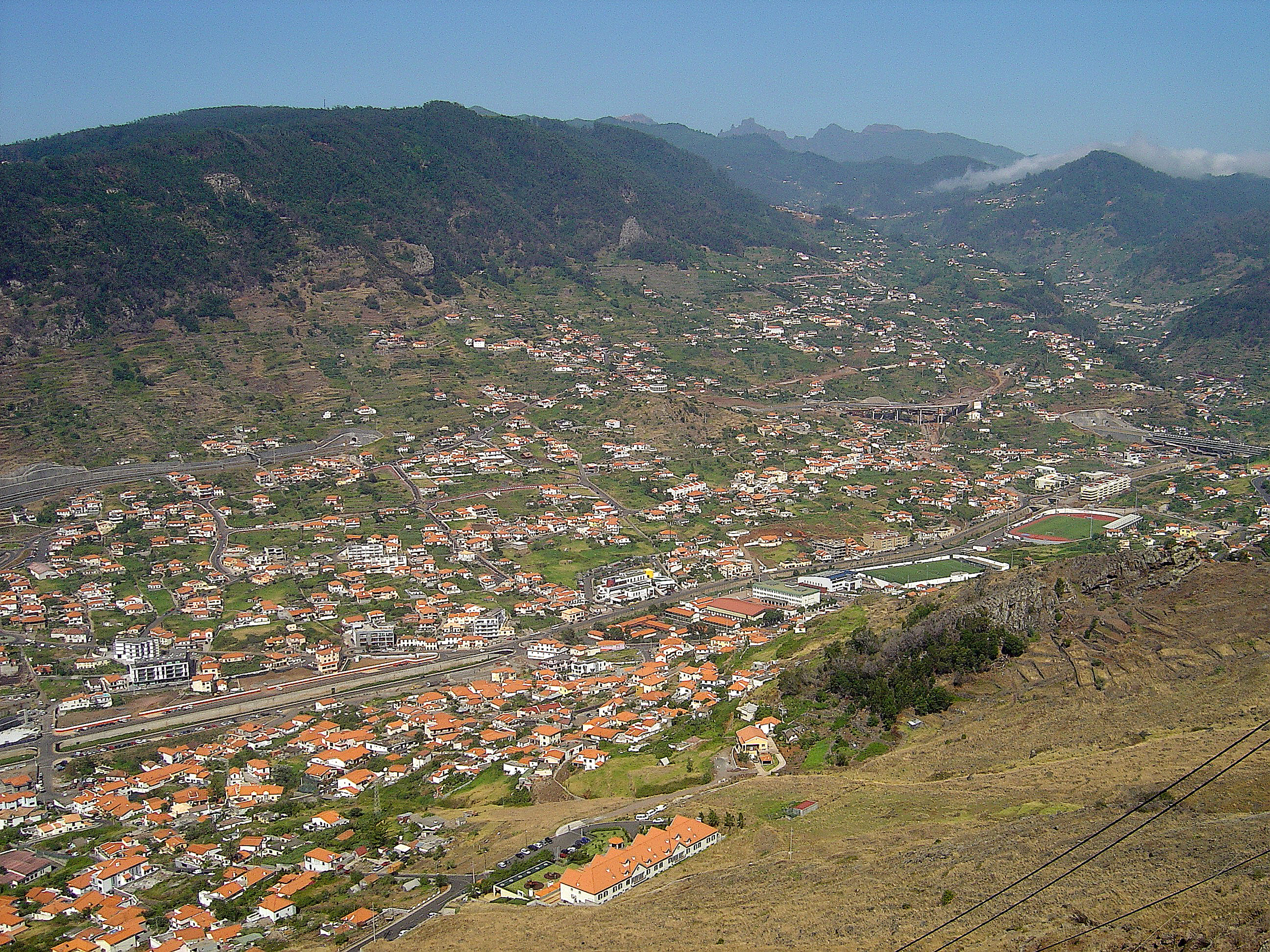
Vale de Machico
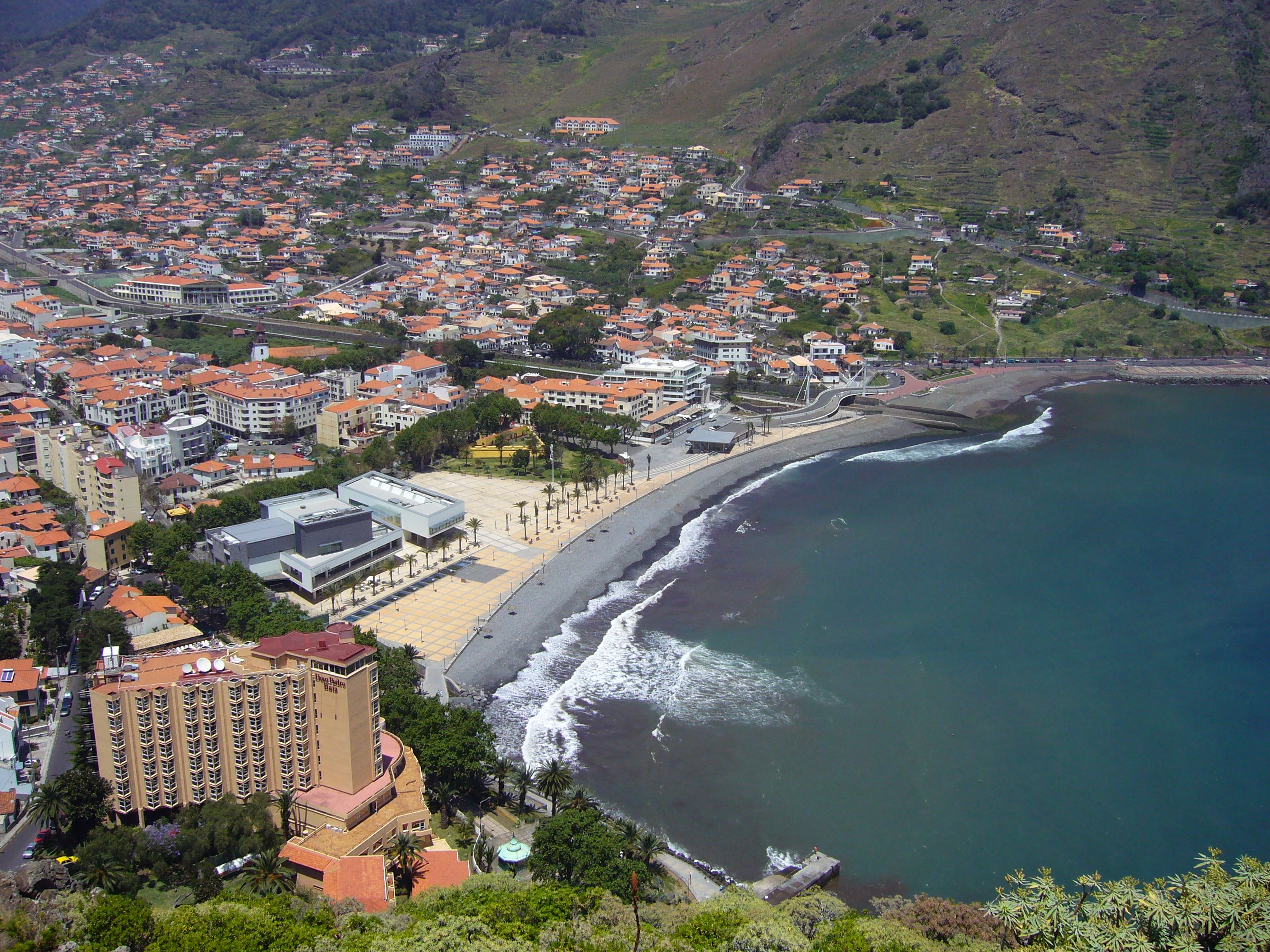
Baía de Machico
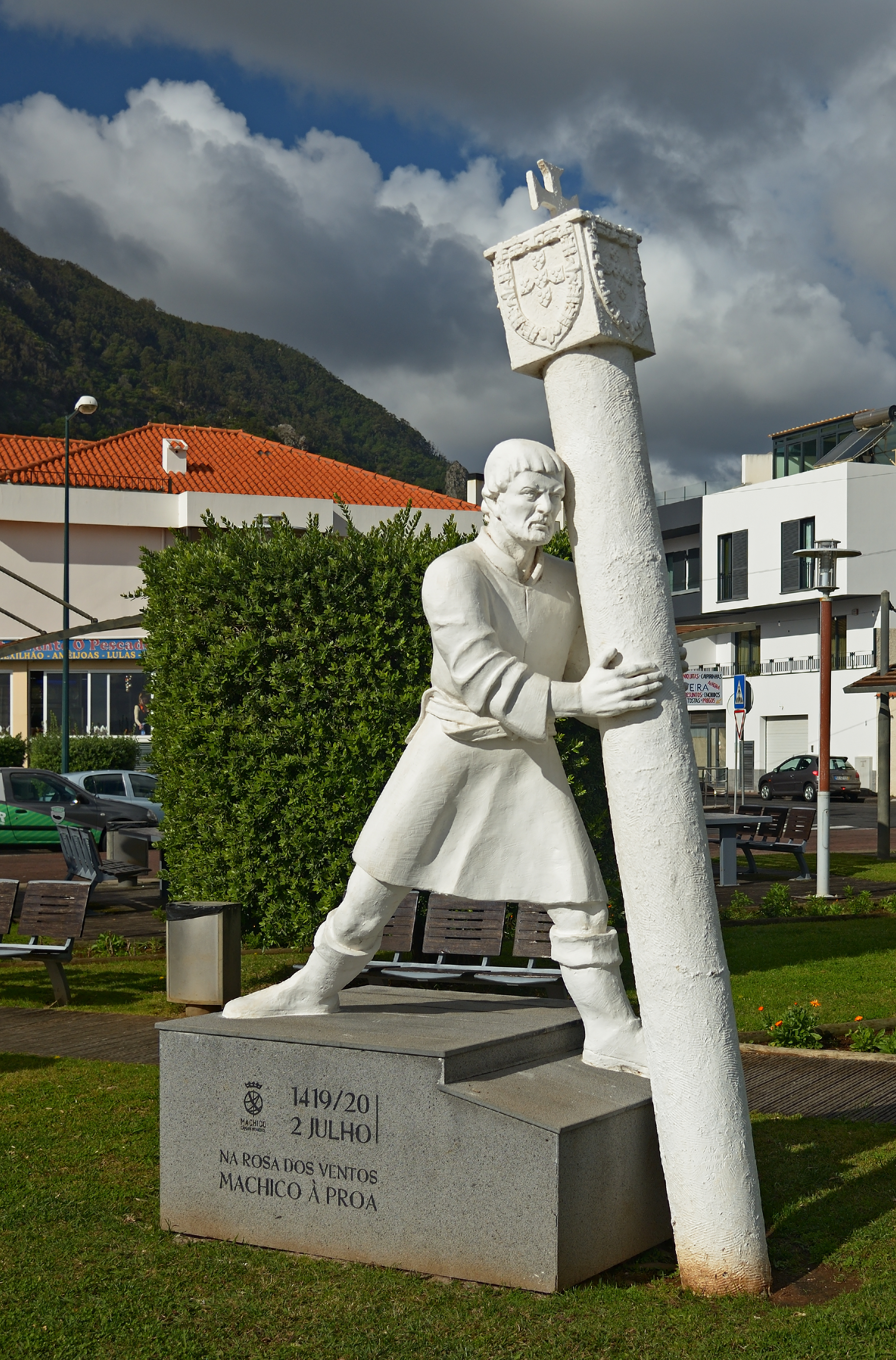
Monumento aos fundadores de Machico
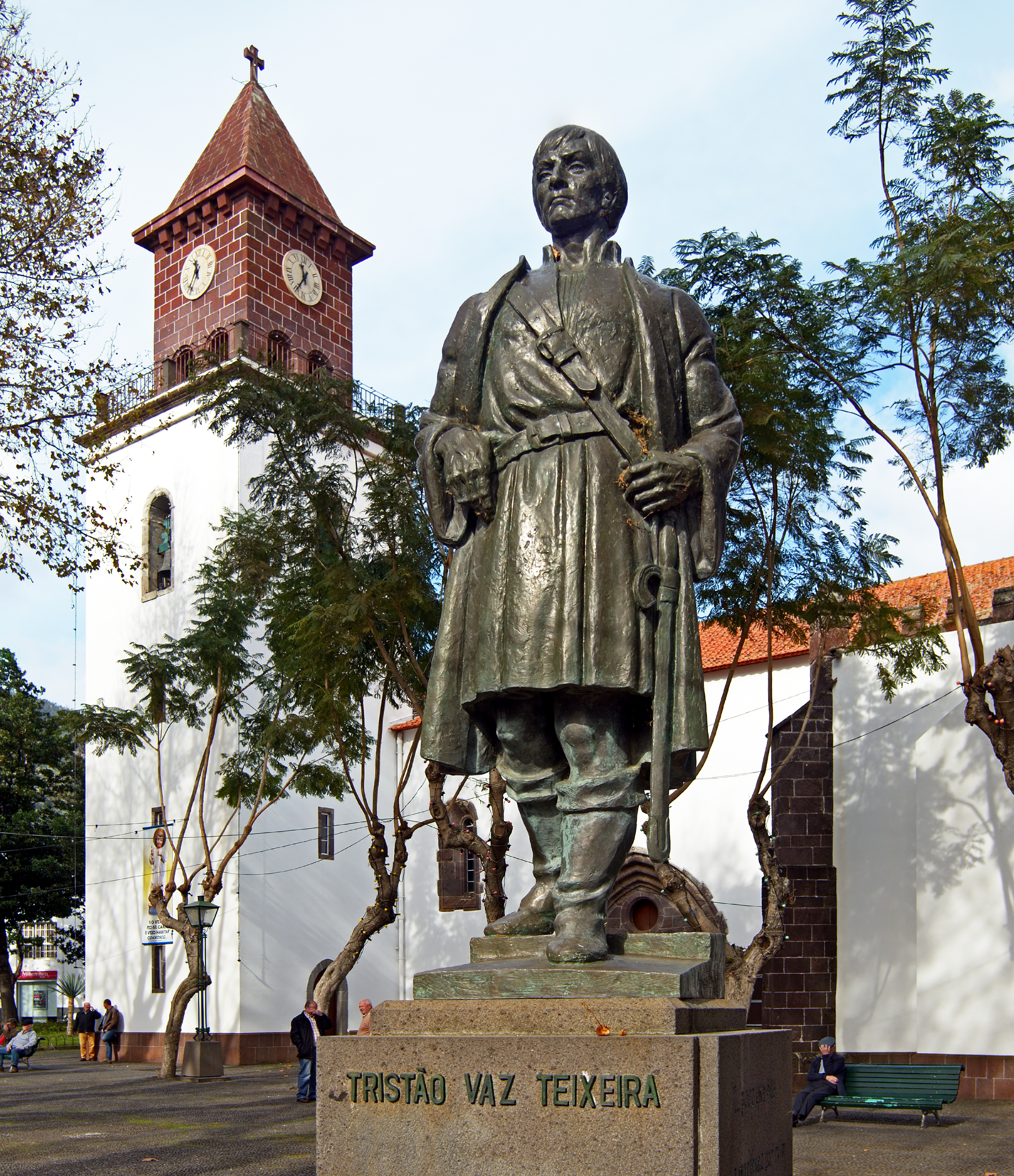
Monument to Tristão Vaz Teixeira
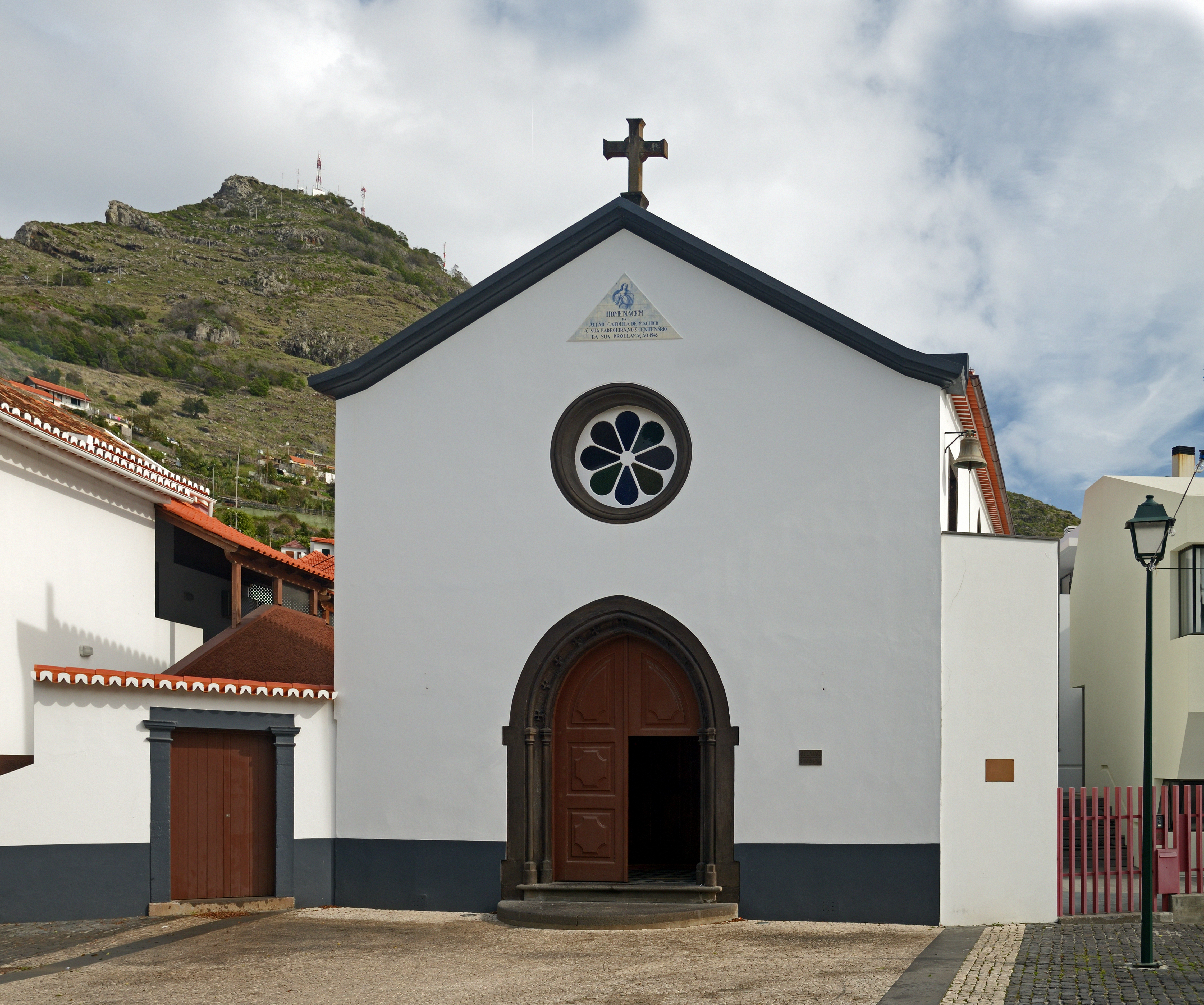
Capela do Senhor dos Milagres
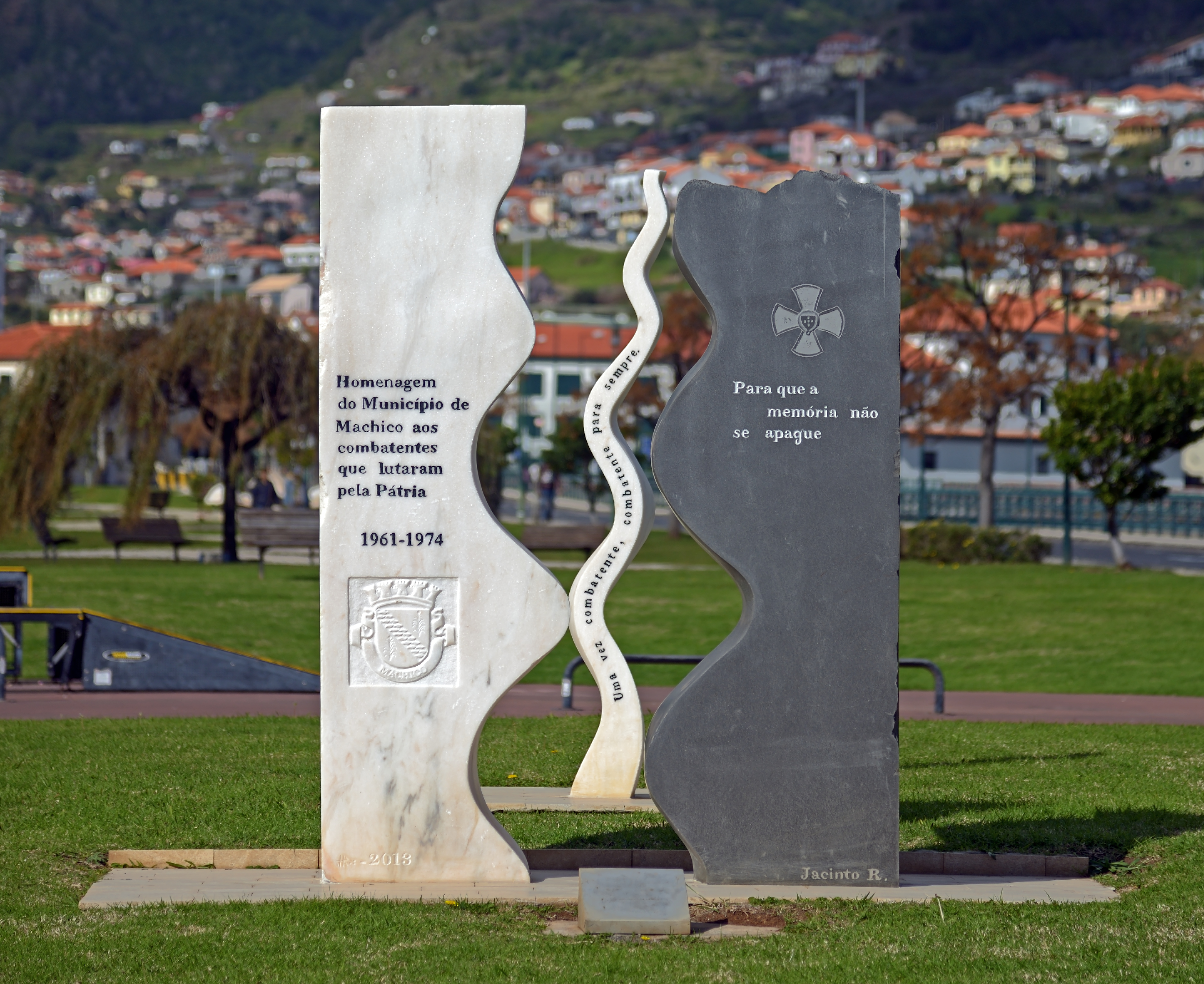
Monumento aos combatentes que lutaram pela Pátria
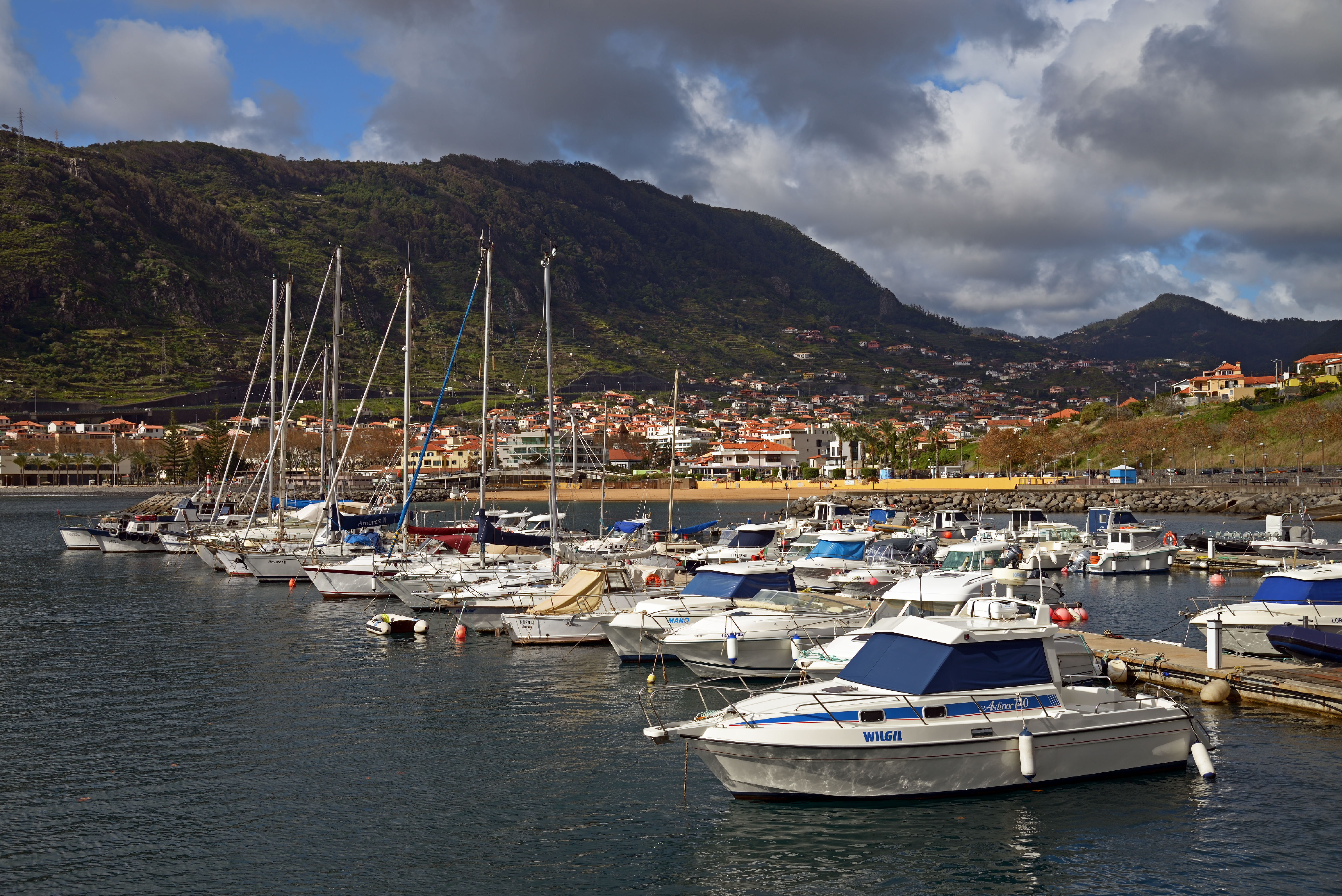
Marina de Machico
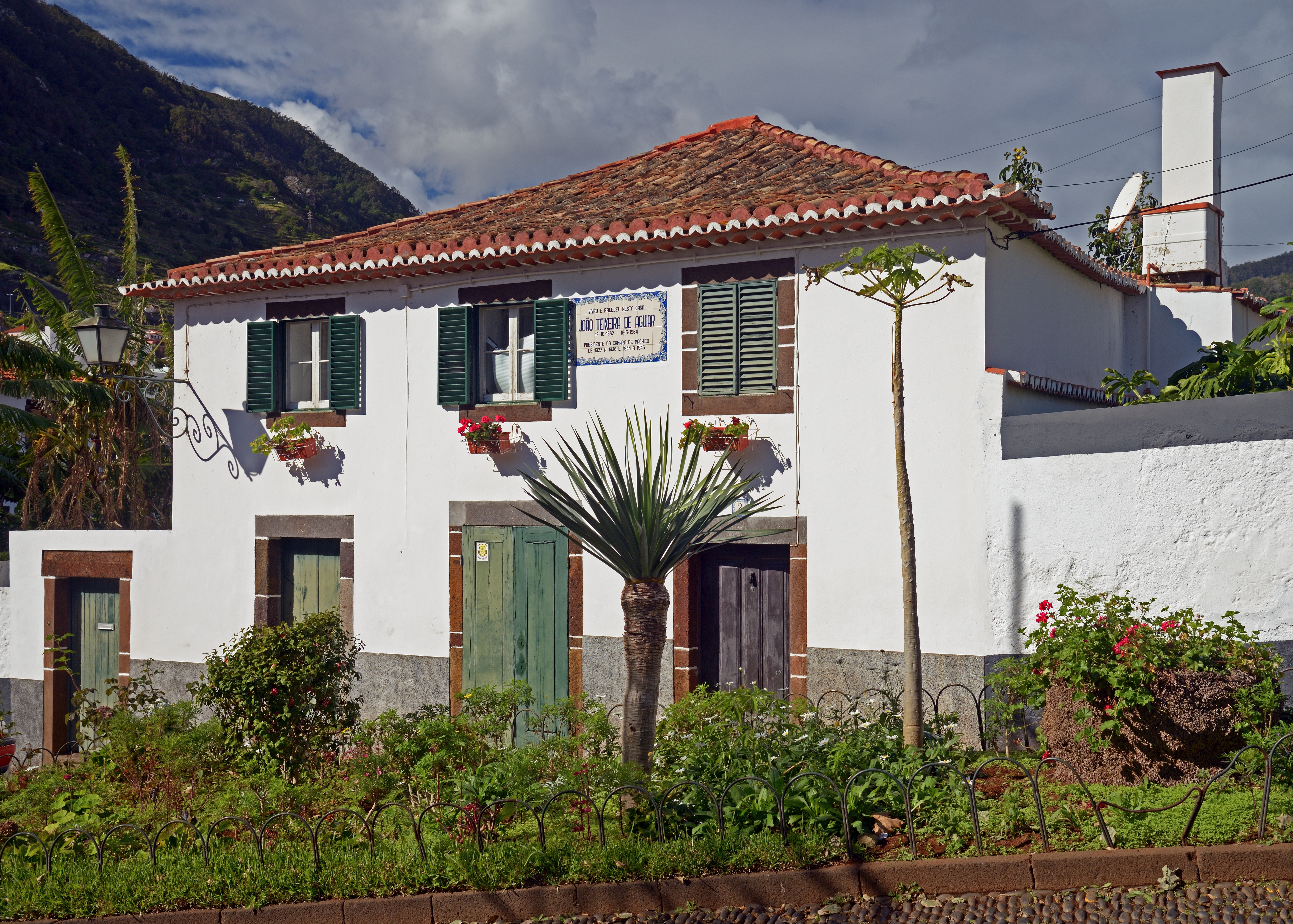
Casa presidente da câmara de Machico João Teixeira de Aguiar
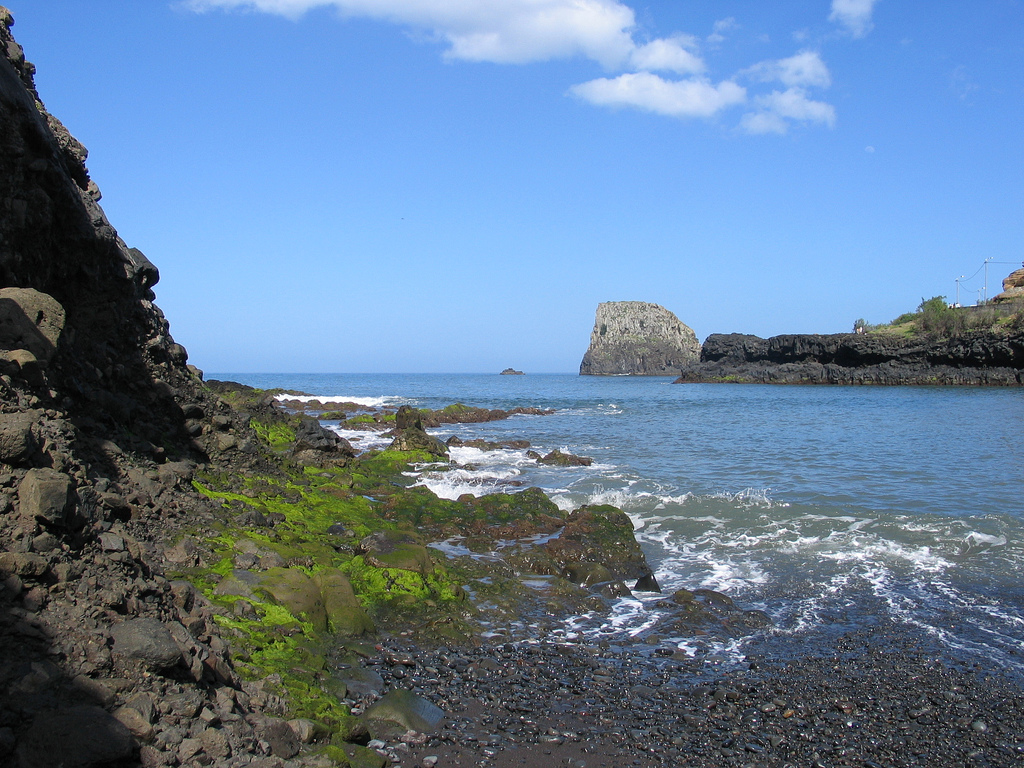
Porto da Cruz
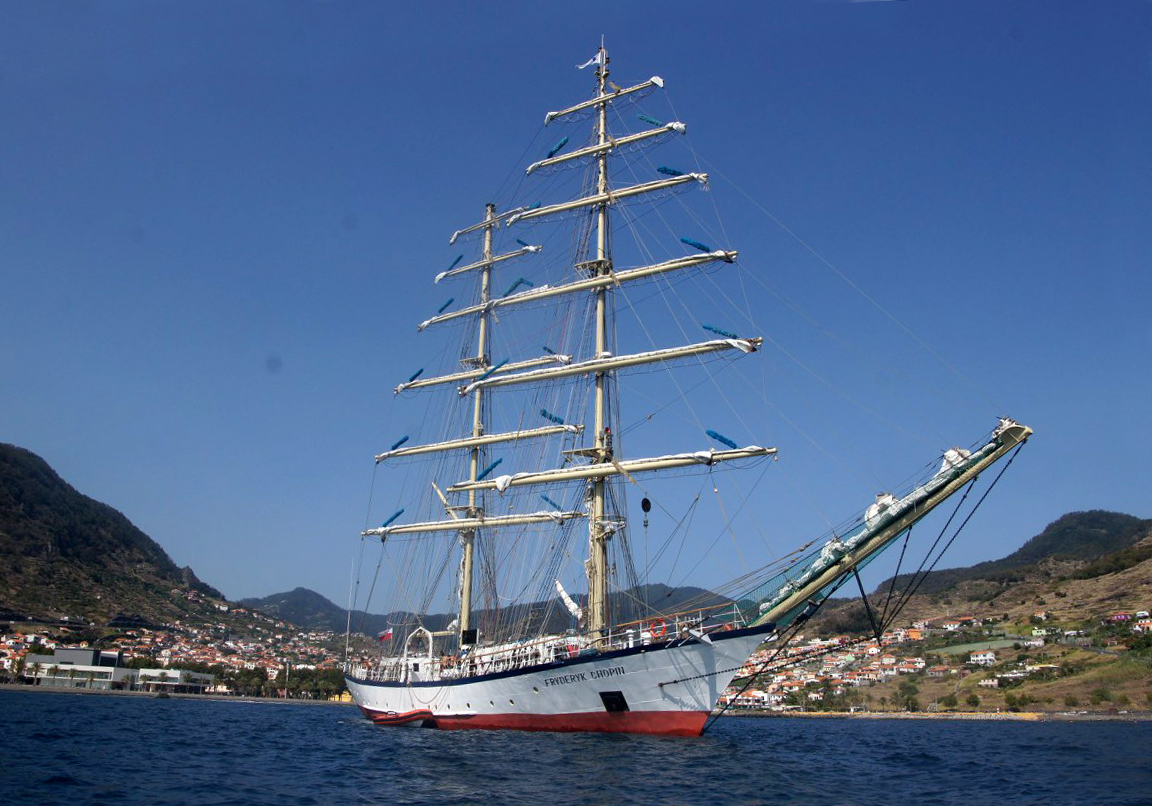
Veleiro Chopin ancorado ao largo da baía de Machico
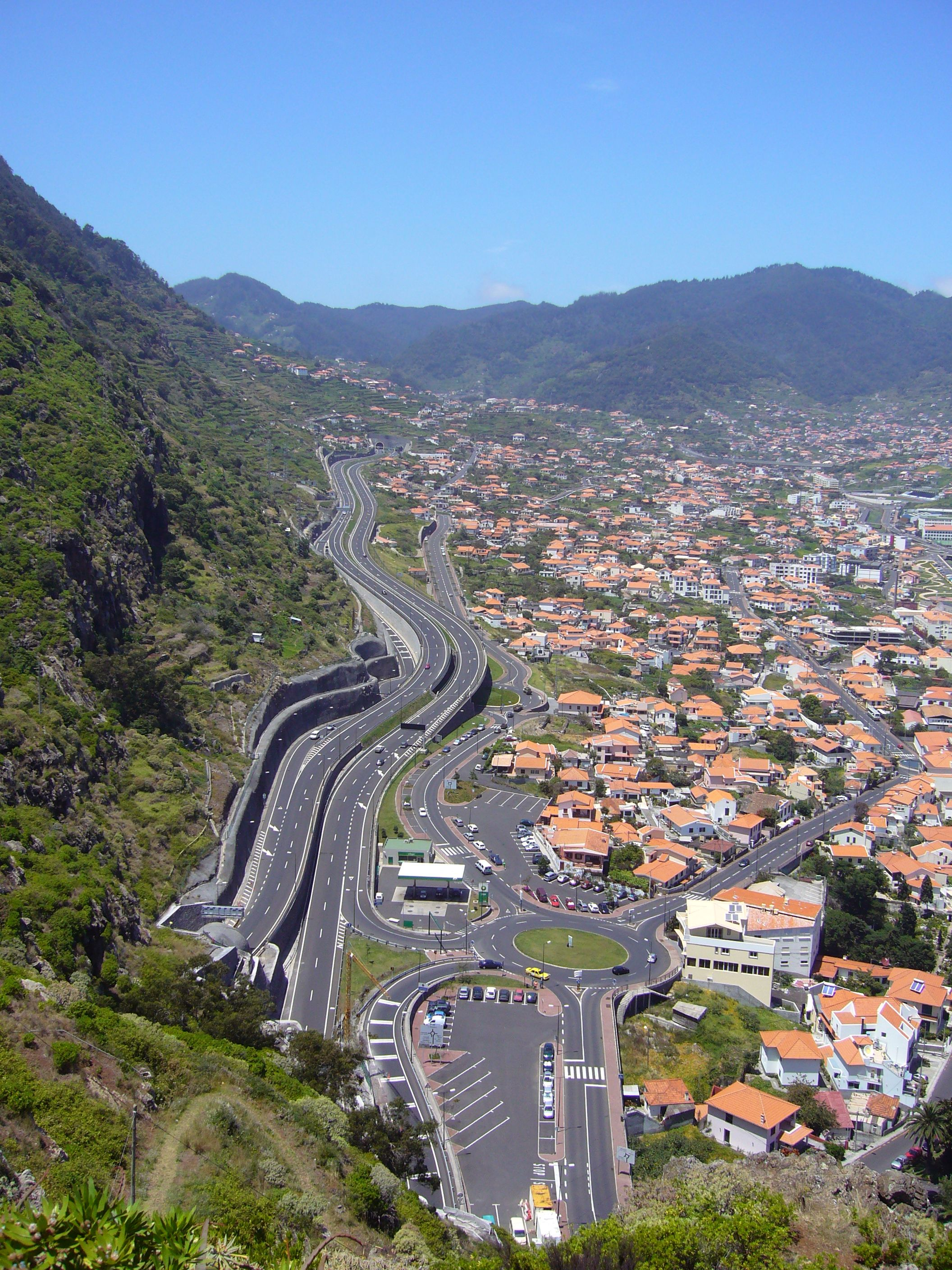
Vista panorâmica da cidade.

## Geminações
A cidade de Machico possui as seguintes cidades-gémeas:
- Madeira Beach, Estados Unidos (1974)
- Lajes do Pico, Pico, Açores (1989)
- Povoação, São Miguel, Açores (1996)